# José Manuel Esnal
José Manuel Esnal Pardo (Balmaseda, 25 marzo 1950) è un allenatore di calcio spagnolo.

## Carriera
Inizia la sua carriera di allenatore nella squadra della propria città natale, il Balmaseda. Fino al 1985 allena squadre basche di Segunda División B (la terza serie) come il Barakaldo, il Sestao e il Deportivo Alavés. Inoltre si siede per un breve periodo sulla panchina della formazione giovanile dell'Euskal Selekzioa, la rappresentativa formata da soli giocatori baschi.
Nel 1985 si sposta in Catalogna per allenare il Figueres, altra formazione della Segunda División B, con la quale conquista la promozione nella Segunda División (la seconda serie). Alla fine della biennale esperienza con il Figueres si siede nuovamente per un anno sulla panchina delle giovanili dell'Euskal Selekzioa.
Nel 1988 lascia la Selekzioa per allenare il Lleida, altra formazione catalana di Segunda División B. Nel 1990 riesce a portare la squadra in Segunda División e nel 1993 vince il campionato di categoria e conquista la Primera División (la massima serie). La stagione 1993-1994 è quella del debutto di Mané nella Liga spagnola. Questa stagione viene ricordata dai tifosi del Lleida per le due pesantissime vittorie conseguite in campionato, una contro il Barcelona al Camp Nou per 2-1 ed una in casa contro il Real Madrid per 1-0. Il risultato finale di sole sette vittorie in campionato fa sì che la squadra venga retrocessa in Segunda División. Durante la stagione 1994-1995 il Lleida arriva a conquistare i playoff per poter essere promossa in Primera, ma viene sconfitto e resta in Segunda.
Mané l'estate del 1995 lascia il Lleida per sedersi sulla panchina del Mallorca, che a fine stagione lascia per allenare il Levante.
Nel 1997 torna sulla panchina del Deportivo Alavés, questa volta, però, in Segunda División. La stagione 1997-1998 vede l'Alavés conquistare la promozione in Primera División, categoria dalla quale mancava dalla stagione 1955-1956. Giunge, inoltre, ai quarti di finale della Coppa del Re, sconfiggendo squadre come il Real Madrid e il Deportivo la Coruña, ma venendo sconfitto dal Mallorca.
La prima stagione in Primera vede l'Alavés giungere sedicesimo, ma l'anno seguente (stagione 1999-2000), con una squadra resa anche più competitiva dall'acquisto di Julio Salinas, la squadra giunge sesta, qualificandosi per la Coppa UEFA. Durante questa stagione la squadra riuscì a vincere due volte contro il Barcellona e una contro il Real Madrid, il Deportivo la Coruña e il Valencia.
La stagione seguente (2000-2001) vede l'Alavés giungere alla finale di Coppa UEFA dopo aver sconfitto squadre come il Rosenborg, l'Inter, il Rayo Vallecano e il Kaiserslautern. Nella finale la squadra spagnola è sconfitta dal Liverpool con un golden goal al secondo tempo supplementare dopo che i tempi regolamentari erano terminati sul 4-4.
Due anni dopo l'Alavés viene retrocesso nuovamente in Segunda División e le strade del club e di Mané si dividono. La stagione 2005-2006 vede il tecnico tornare sulla panchina del Levante. Sotto la sua guida la squadra conquista la promozione in Primera.
Nel dicembre 2006 è scelto come cinquantesimo allenatore dell'Athletic Club, per salvare la squadra dalla retrocessione.  Esordisce nella tredicesima giornata di campionato al Santiago Bernabéu con una sconfitta per 2-1 contro gli acerrimi rivali del Real Madrid, ma riesce a condurre l'Athletic alla salvezza all'ultima giornata, dopo di che rassegna le dimissioni.
Agli inizi di dicembre 2008 viene scelto dall'Espanyol per rimpiazzare l'allenatore Bartolomé Márquez, ma in sei partite di campionato non consegue alcuna vittoria (l'unico successo è ottenuto ai sedicesimi di finale di Coppa del Re contro il Poli Ejido), pertanto il 20 gennaio 2009 viene esonerato per fare spazio a Mauricio Pochettino.

## Palmarès

### Allenatore

#### Club

##### Competizioni nazionali
- Segunda División B: 1

UE Lleida: 1989/1990
- Segunda División: 2

UE Lleida: 1992/1993
Deportivo Alavés: 1997/1998

##### Competizioni internazionali
- Coppa "Città di Lleida": 2

UE Lleida: 1992, 1994